# AMTS (Catania)
Azienda Metropolitana Trasporti e Sosta Catania S.p.A., nota anche attraverso l'acronimo AMTS, è una società in house italiana concessionaria della gestione della rete di autobus urbani della città di Catania nonché dei servizi di bike e car sharing e della sosta tariffata nella città etnea. L'unico azionista è il Comune di Catania, che ne detiene l'intero capitale sociale.

## Storia
Il 16 giugno 1964, in seguito alla delibera comunale n. 193 del 25 gennaio dello stesso anno, venne costituita a Catania l'Azienda Municipale Trasporti, interamente posseduta dell'ente comunale. La municipalizzata subentrò alla SCAT — messa in liquidazione nel 1963 — nell'espletamento del servizio di trasporto pubblico nel capoluogo siciliano, assorbendone i 729 dipendenti e il parco mezzi costituito da 67 filobus e 73 autobus.
Prima società a capitale interamente pubblico costituita a Catania, fu nominato presidente dell'AMT il dott. Carmelo Vaccaro, un funzionario della Cassa di Risparmio Vittorio Emanuele e membro della Democrazia Cristiana — della corrente facente capo ad Antonino Drago — che ricoprì tale incarico fino al 1973. Nel 1966, il servizio filobus AMT venne soppresso.
Negli anni ottanta-novanta, il servizio che copriva in particolare il centro storico fu ampliato e cominciò a raggiungere anche le località più periferiche, nonché alcuni comuni limitrofi dell'hinterland per mezzo di apposite convenzioni. Nel 1988, l'AMT fu tra le prime aziende dei trasporti in Italia ad attivare un servizio "porta a porta" per il trasporto di passeggeri diversamente abili non deambulanti utilizzando delle piccole vetture, i "Pollicino", che funzionavano su prenotazione. Nel 1997 l'AMT venne dotata di una carta dei servizi e di un sistema di radiolocalizzazione di tipo odometrico per il controllo del servizio effettuato, mentre nel 1999 furono acquistati 7 minibus elettrici.
Nei primi anni duemila il sistema catanese dei trasporti è entrato in profonda crisi finanziaria che ha prodotto, tra il 2009 e il 2011, la riduzione di molti servizi e l'accumulo di un elevato disavanzo di bilancio. Il 31 marzo 2011, il Consiglio comunale di Catania deliberò la trasformazione della municipalizzata in società per azioni, costituita il 7 luglio dell'anno medesimo con la denominazione di Azienda Metropolitana Trasporti S.p.A.. La nuova società, il cui capitale sociale era di 33.889.000 euro, detenuto interamente dal Comune di Catania, entrò in funzione il 1º agosto ed ereditò dalla vecchia AMT la rimessa di via Plebiscito, quella di Pantano d'Arci e il parcheggio di via Luigi Sturzo.
Nell'aprile 2013 viene inaugurato il servizio Bus Rapid Transit (BRT) con la linea Due Obelischi-Stesicoro.
Il 23 giugno 2020, grazie alla collaborazione con l'AMAT di Palermo, l'AMT ha attivato il proprio servizio di car sharing promosso col nome commerciale "amiGO".
Il 26 maggio 2021 è stata approvata dal Consiglio Comunale di Catania la fusione tra due aziende di proprietà del Comune di Catania: l'AMT e la Sostare Srl, società che si occupava della gestione degli stalli sosta comunali. Si è trattato di una fusione per incorporazione: AMT (società incorporante) ha assorbito la Sostare (società incorporata). La realtà risultante è stata nominata Azienda Metropolitana Trasporti e Sosta Catania S.p.A., in breve AMTS.
Il logo della nuova società è stato presentato il 10 febbraio 2022, realizzato da due giovani ragazzi vincitori del bando del concorso di idee lanciato dal Comune di Catania e dalla stessa AMTS.

## Dati societari

### Servizi gestiti
AMTS attualmente gestisce:
- servizio autobus urbani nella città di Catania;
- parcheggi scambiatori;
- sosta tariffata;
- servizio rimozione auto;
- manutenzione segnaletica stradale e semafori;
- progettazione di studi di sosta e mobilità;
- car sharing[14];
- bike sharing[15].

Il servizio urbano della città di Catania si estende fino ai comuni di Aci Castello, arrivando alla frazione di Aci Trezza con la linea 534, alla frazione tremestierese di Canalicchio (linea 744), Gravina di Catania e Mascalucia con la linea 901 e anche la località di Vaccarizzo, a sud della città (linea 538) e San Pietro Clarenza (linea 556). In passato serviva altri comuni della prima cintura a nord della città: San Gregorio di Catania (linea 244), Sant'Agata Li Battiati (linea 258) e Mascalucia (linea 307 e 309).

### Personale
Nel 2021, l'azienda ha riassunto i dipendenti delle precedenti AMT e Sostare. A fine 2022 poteva contare su un organico di 750 addetti tra personale amministrativo, dirigenziale, tecnico e ausiliario.

## Linee autobus
Il servizio di trasporto viene esercitato mediante circa quaranta linee ordinarie, una navetta rapida ("Alibus") collegante il centro con l'aeroporto e due linee rapide: il "BRT1" collegante il Parcheggio Due Obelischi con piazza Stesicoro e il "BRT5" collegante la stazione centrale all'ospedale Cannizzaro. Queste ultime sono dotate di corsia preferenziale protette da cordoli sulla maggioranza del percorso; le stesse sono promosse commercialmente come "Bus Rapid Transit", pur risultando costruttivamente differente dall'omonimo sistema di trasporto.
Le linee ordinarie sono divise in linee ad alta, media e bassa frequenza integrate da linee circolari di quartiere, che servono zone esterne della città senza transitare per i nodi di scambio.

### Flotta

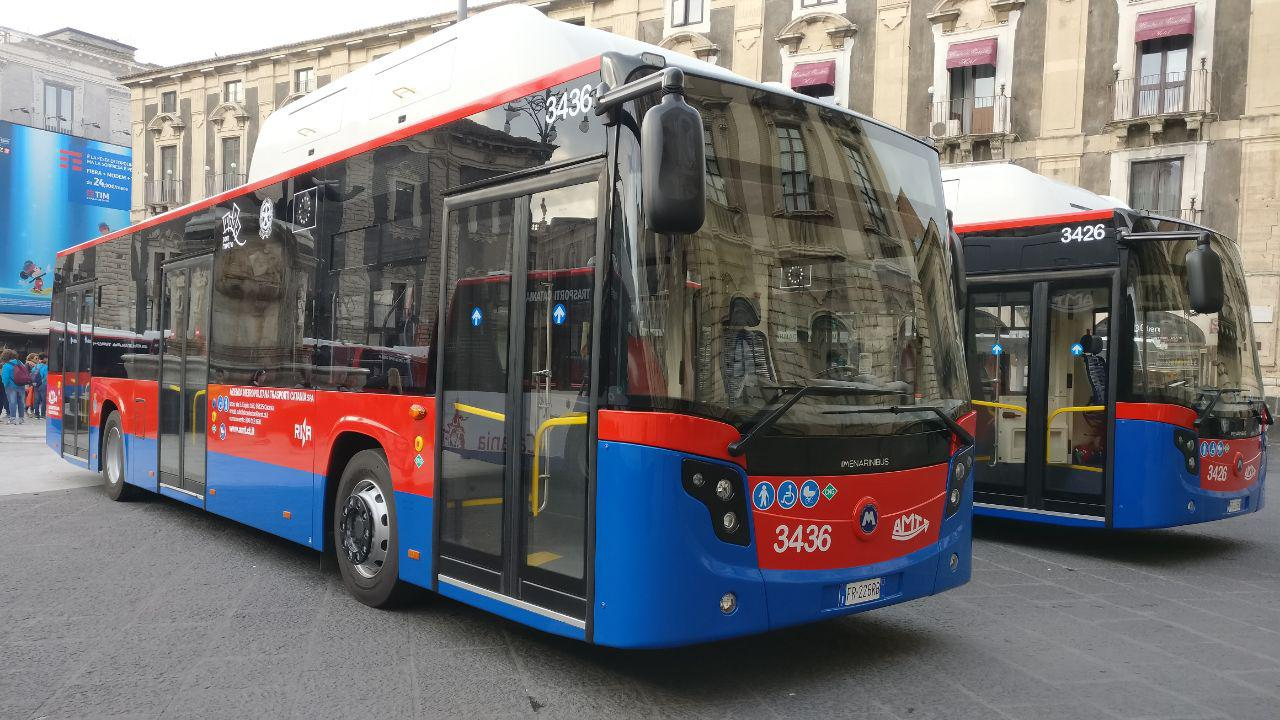
Due Menarinibus Citymood dell'AMT in Piazza del Duomo il giorno della presentazione al pubblico dei nuovi mezzi.

L'AMTS, a fine 2022, contava su un parco veicolare (di vetture effettivamente impiegabili per i servizi di linea) di 165 autobus con un'età media di 8,9 anni (in generale il parco mezzi era composto da 296 autobus con un'età media di poco inferiore ai 13 anni)..
Dal 2015, con l'entrata in esercizio del servizio navetta "Alibus" (che era stato sospeso in precedenza per alcuni anni) e di 4 BredaMenarinibus Avancity+, ha debuttato la nuova livrea aziendale. Così come il logo societario dell'allora "AMT", la nuova colorazione è ispirata ai colori della bandiera della città di Catania: la parte superiore dei mezzi è dipinta di rosso mentre quella inferiore di blu.
Nel corso del 2016 il parco autobus etneo è stato aggiornato con l'ingresso in servizio di nuovi mezzi a metano: 9 MAN Lion's City e 7 Scania Citywide. Nel novembre 2018 sono entrati in servizio 42 autobus Menarinibus Citymood da 12 metri con alimentazione a metano, acquistati con i fondi previsti dal programma europeo "PON Città Metropolitane 2014-2020".
Nel 2019 sono stati acquistati, attraverso fondi della Regione Sicilia, 27 nuovi mezzi: 8 MAN Lion's City a metano e 19 bus a gasolio prodotti dalla BMC. 
Nel marzo 2021 è stato pubblicato un bando per l'acquisto di 16 autobus elettrici, a valere su fondi dell'Agenda Urbana "PON Città Metropolitane 2014-2020", dei quali: 8 autobus da 12 metri e 8 minibus da 7/9 metri.
Nel 2021 l'Istat ha analizzato che tra i capoluoghi di città metropolitana, le incidenze più elevate di autobus a basse emissioni si rilevano a Bologna e Catania con 62,1%, con un 2,3% di bus elettrici o ibridi. Portando così la città al top per bus green.
Nonostante l'ingresso nella flotta di nuovi veicoli le difficoltà economiche, dovute anche ai ritardi nei pagamenti dei crediti vantati nei confronti di Comune e Regione, hanno spinto la società negli anni a rivolgersi al mercato dell'usato per sopperire alle carenze nel servizio dovute alla scarsità di mezzi. Così tra il 2016 e il 2017 sono stati acquistati: 4 autobus dall'ATAP di Pordenone, 15 dall'ATM di Milano e 4 dalla BVB di Basilea. I mezzi hanno mantenuto le livree delle società d'origine.

### Rimesse e officine
- Rimessa 1, via Plebiscito 747 (storica, fuori servizio)[29]
- Rimessa 8, Pantano d'Arci (officina, carrozzeria e rimessaggio)[29]

La rimessa di via Plebiscito è parte della storia del trasporto pubblico catanese. La struttura ha ospitato tram e filobus fino allo smantellamento delle rispettive reti per poi essere usata esclusivamente per il ricovero degli autobus. L'impianto è stato chiuso nel marzo del 2017 e riconvertito in parcheggio scambiatore.
La rimessa 8 situata in contrada Pantano d'Arci, alla periferia sud del capoluogo etneo, è stata inaugurata nel 2011. La struttura si estende su una superficie di 90.000 mq e ospita la zona per il rimessaggio, le officine, la carrozzeria e le sedi degli uffici tecnici e del movimento.

## Parcheggi
L'AMT gestiva i parcheggi auto della città, ricavandone una forma di finanziamento. Successivamente al mutamento politico dell'amministrazione comunale venne deliberata la cessione della loro gestione alla Sostare Srl; rimasero gestiti quelli di Piazzale Sanzio, di via Luigi Sturzo, di Via Santa Sofia, di Piazza della Repubblica e dell'azienda ospedaliera Cannizzaro, ma nel corso degli anni uno dopo l'altro anche questi sono stati ceduti. A seguito della fusione tra AMT e Sostare Srl, e della creazione dell'AMTS, l'azienda è tornata a gestire gli stalli auto comunali a pagamento.
Nel 2011 l'AMT è divenuta titolare di tutti i parcheggi di scambio del Comune di Catania curando l'appalto per la messa in funzione degli stessi. A dicembre 2017, l'azienda gestisce 9 parcheggi che offrono una capacità totale di circa 5.350 posti auto.
| Parcheggio    | Posti totali |
| ------------- | ------------ |
| Due Obelischi | 730          |
| Nesima        | 360          |
| Fontanarossa  | 2200         |
| Zia Lisa      | 985          |
| Misericordia  | 220          |
| Sturzo        | 70           |
| Sanzio        | 480          |
| Borsellino    | 100          |
| R1            | 220          |

Due Obelischi

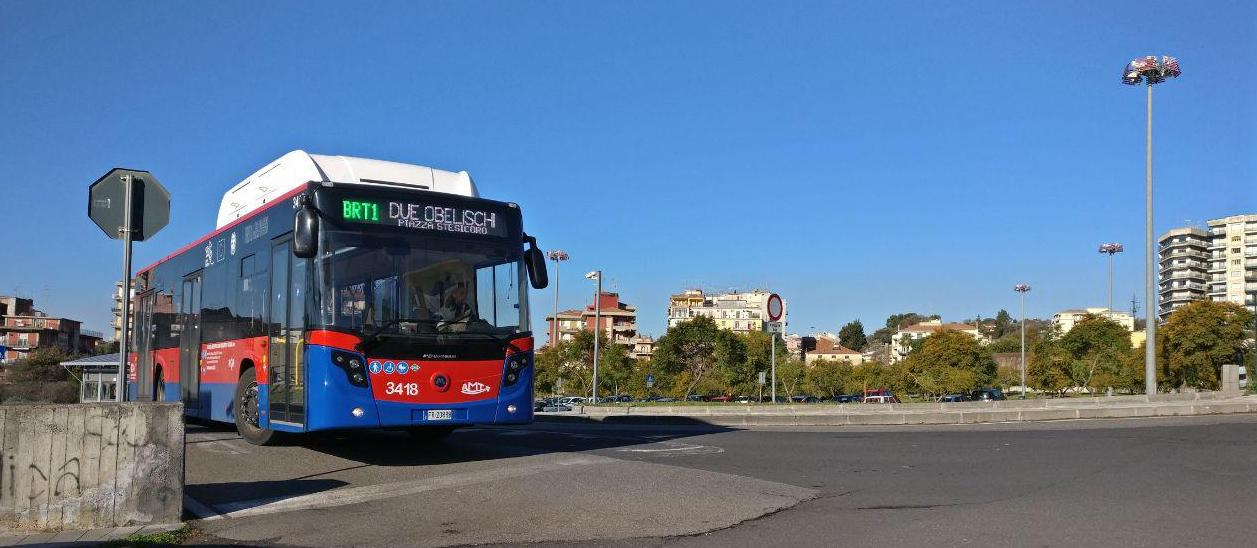
Menarinibus Citymood AMT in servizio sulla linea BRT1. Sullo sfondo il parcheggio "Due Obelischi".

Collocato nella parte nord della città, è stato messo in funzione nel 2013 e ha una capienza di 730 posti auto. Il parcheggio è il capolinea della navetta rapida "BRT1" e della linea 701.
Nesima
Attivo dal 2013, dispone di poco più di 300 posti ed è il capolinea n°6 dell'AMT da cui partono o transitano numerose linee urbane. Sito in via Michele Amari, adiacente alla stazione di superficie FCE Nesima e all'omonima fermata metropolitana, è un polo di interscambio con la Ferrovia Circumetnea, la metropolitana di Catania e le autolinee FCE.
Fontanarossa
Inaugurato nel 2015, si estende su un'area di 90.000 mq e ha una capacità di 2.200 posti. È situato a un chilometro a nord dell'Aeroporto di Catania, con cui è collegato attraverso un apposito servizio navetta, e vi transitano le linee: 802 Nera, 802 Rossa, Alibus e Librino Express.
R1
Il parcheggio è stato realizzato all'interno dell'area dove era situata la storica rimessa R1, in via Plebiscito. Attivo dal dicembre 2017, dispone di 250 posti auto ed è il capolinea di un apposito servizio navetta (linea 504M) che collega il parcheggio con il centro cittadino. All'interno del deposito è inoltre attivo il servizio di bici a noleggio "BICT".
Nell'ambito della riqualificazione dell'ex officina, gli edifici sono stati messi a disposizione di alcuni artisti di fama internazionale che li hanno usati come base per la realizzazione di opere d'arte contemporanea. Dal 15 giugno 2021, all'interno dei locali presenti nel parcheggio, è ospitato l'ufficio abbonamenti AMT .

## Car sharing
Dal 23 giugno 2020 è stato attivato il servizio di car sharing amiGO in collaborazione con AMAT Palermo. Sono attive 50 autovetture Toyota Yaris ibride e Lancia Ypsilon con 140 stalli per il parcheggio. Il servizio è prenotabile attraverso l'applicazione amiGO, con tariffe e abbonamenti variabili e possibilità di lasciare l'auto in uno dei qualsiasi stalli appositi.

## Noleggio bici
Il 28 maggio 2018 l'azienda ha attivato un servizio di noleggio bici denominato "BICT". Sono state messe a disposizione, nei parcheggi scambiatori R1 e Borsellino, 70 biciclette che è possibile noleggiare con l'obbligo di restituzione nello stesso luogo in giornata.

## Servizio

### Integrazione tariffaria
Nella città di Catania è attiva una linea metropolitana gestita dalla Ferrovia Circumetnea. Per consentire all'utenza l'accesso a entrambi i servizi di trasporto pubblico locale, ovvero la metropolitana e le linee urbane AMT, nel corso del tempo sono state gradualmente implementate alcune soluzione al fine di realizzare un sistema tariffario integrato.
La prima sperimentazione, successivamente sospesa, venne avviata il 1º aprile 2012 con l'emissione di un titolo di viaggio univoco. Il 1º giugno 2015 è stato attivato il biglietto integrato Bus-Metro: un ticket unico per entrambi i servizi e valido per 120 minuti dal momento dell’obliterazione.
Il 21 marzo 2018 sono state introdotte quattro tipologie di abbonamenti mensili (distinti per prezzo, utenza e accessibilità a specifici servizi) validi per entrambi i vettori.
Dal 4 ottobre 2018 l'accesso a tutte le linee, alla metropolitana di Catania e alla Circumetnea è consentito tramite abbonamento ottenibile previo pagamento di contributo agevolato a tutti gli iscritti dell'Università degli Studi di Catania, grazie a un accordo sottoscritto tra l'Ateneo locale, l'AMT e FCE.